# Copa del Rey de fútbol 1913
La Copa del Rey de Fútbol de 1913 (torneo de la FECF) o la Copa de la Reina de Fútbol de 1913 (torneo de la RUECF) corresponden a la undécima edición del Campeonato de España de fútbol. Como ya pasó en 1910, en esta edición se disputaron dos torneos paralelos a causa de las discrepancias entre los clubes españoles: uno organizado por la Federación Española de Clubs de Football (FECF) en Madrid y otro, por su escisión la  Real Unión Española de Clubs de Football (RUECF), en Barcelona. Ambos Campeonatos serían reconocidos en el palmarés de la competición cuando a finales de ese mismo año ambos organismos se disolvieron para formar la nueva Real Federación Española de Fútbol (RFEF).

## Cisma federativo

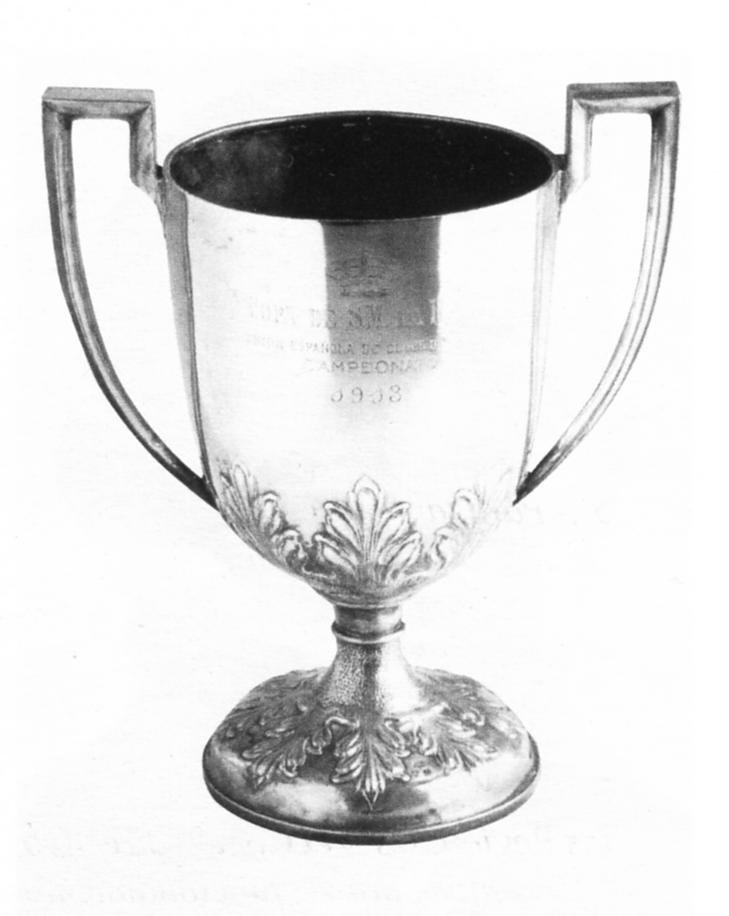
Copa de S.M. la Reina Victoria Eugenia, premio del Campeonato de España de la RUECF.

Las discusiones para decidir la sede donde debía disputarse el Campeonato en 1913, acabaron provocando otro cisma en la Federación Española de Clubs de Football (FECF). En la asamblea celebrada en mayo de 1912, el Barcelona anunció su marcha de la Federación; le secundaron otros clubes barceloneses como el Sabadell, el Badalona, el España de Barcelona o el Internacional, así como tres clubes guipuzcoanos: Irún, Real Sociedad y Vasconia. El 29 de noviembre de 1912, los clubes disidentes fundaron su propia federación, la «Unión Española de Clubs de Football» (UECF), en San Sebastián. El 15 de febrero de 1913, el rey Alfonso XIII aceptó la presidencia de honor de la UECF y le concedió el título de Real. Al mismo tiempo, su esposa, la reina Victoria Eugenia de Battenberg, donó una Copa a la RUECF que sería destinada como premio del Campeonato de España organizado por dicha entidad.
Por su parte, la FECF organizó su propio Campeonato de España de manera similar a como lo había venido haciendo las temporadas anteriores. En consecuencia, en 1913 se disputaron dos Campeonatos, el de la FECF, con premio Copa de S.M. el Rey Alfonso XIII, y el de la escindida RUECF, con premio Copa de S.M la Reina Victoria Eugenia. Ambos Campeonatos serían reconocidos en el palmarés de la competición cuando a finales de ese mismo año ambos organismos se disolvieron para formar la nueva Real Federación Española de Fútbol (RFEF).

## Torneo de la Federación Española de Clubs de Football

### Equipos participantes
Los participantes en este torneo fueron los siguientes clubes:
- F. C. España.
- Madrid F. C..
- Real Club Fortuna de Vigo.
- Racing de Irún .
- Athletic Club.

### Fase final
El torneo se disputó de 16 al 23 de marzo en Madrid, en el Estadio de O'Donnell. El sistema de competición fue por medio de eliminatorias a partido único, y en el caso de que al fin del tiempo reglamentario hubiera empate los equipos deberían ponerse de acuerdo en como romper el empate.
|  | Ronda preliminar | Ronda preliminar |               |                | Semifinales      | Semifinales      |  |                | Final       | Final       |
|  | 16 de marzo      | 16 de marzo      |               |                | 17 y 18 de marzo | 17 y 18 de marzo |  |                | 22 de marzo | 22 de marzo |
|  |                  |                  |               |                |                  |                  |  |                |             |             |
|  | F. C. España     | 1                |               |                |                  |                  |  |                |             |             |
|  | Fortuna de Vigo  | 0                |               |                |                  |                  |  |                |             |             |
|  | Fortuna de Vigo  | 0                |               | Racing de Irún | 1                |                  |  |                |             |             |
|  |                  |                  |               | Racing de Irún | 1                |                  |  |                |             |             |
|  | F. C. España     | 0                |               |                |                  |                  |  |                |             |             |
|  | F. C. España     | 0                |               |                |                  |                  |  |                |             |             |
|  |                  |                  |               |                |                  |                  |  |                |             |             |
|  |                  |                  |               |                |                  |                  |  |                |             |             |
|  |                  |                  |               |                |                  |                  |  | Racing de Irún | 2           |             |
|  |                  |                  | Athletic Club | 2              |                  |                  |  |                |             |             |
|  |                  |                  |               |                |                  |                  |  |                |             |             |
|  |                  |                  |               |                |                  |                  |  |                |             |             |
|  |                  |                  | Athletic Club | 3              |                  |                  |  |                |             |             |
|  |                  |                  |               | 3              |                  |                  |  |                |             |             |
|  |                  | Madrid F. C.     | 0             |                |                  |                  |  |                |             |             |
|  |                  | Madrid F. C.     | 0             |                |                  |                  |  |                |             |             |
|  |                  |                  |               |                |                  |                  |  |                |             |             |
|  |                  |                  |               |                |                  |                  |  |                |             |             |

### Final
Disputada el 22 de marzo de 1913 en el Estadio de O'Donnell de la capital de España, discurrió con dominio de los «irundarras» en el primer tiempo, en el que llegaron a disfrutar de dos goles de ventaja que se verían recortados al filo del descanso por el club bilbaíno. En la segunda parte un solitario gol del Athletic Club forzó una prórroga de 30 minutos acordada por ambos equipos. Al fin de esta y al persistir el empate a dos goles se acordó jugar un partido de desempate al día siguiente ya que la luz natural empezaba a escasear.
| 1  | POR | Ayestarán          |  |
| 2  | DEF | Manuel Carrasco    |  |
| 3  | DEF | Arocena            |  |
| 4  | MED | Boada              |  |
| 5  | MED | Izaguirre          |  |
| 6  | MED | Rodríguez          |  |
| 7  | DEL | San Bartolomé      |  |
| 8  | DEL | Iñarra             |  |
| 9  | DEL | Patricio Arabolaza |  |
| 10 | DEL | Retegui            |  |
| 11 | DEL | Ignacio Arabolaza  |  |

| 1  | POR | Cecilio Ibarreche      |  |
| 2  | DEF | Luis Hurtado           |  |
| 3  | DEF | Luis María Solaun      |  |
| 4  | MED | Esteban Eguía          |  |
| 5  | MED | José María Belauste I  |  |
| 6  | MED | Luis Iceta             |  |
| 7  | DEL | Ramón Belauste II      |  |
| 8  | DEL | Severino Zuazo         |  |
| 9  | DEL | Rafael Moreno Pichichi |  |
| 10 | DEL | Cortadi                |  |
| 11 | DEL | Pinillos               |  |

| 1T' | Patricio Arabolaza | 1-0 |
| 1T' | Retegui            | 2-0 |

| 1T' | Rafael Moreno «Pichichi» | 2-1 |
| 2T' | Ramón «Belauste» II      | 2-2 |

| Árbitro | Rodríguez |
| Reporte |           |

| 1  | POR | Ayestarán          |  |
| 2  | DEF | Manuel Carrasco    |  |
| 3  | DEF | Arocena            |  |
| 4  | MED | Boada              |  |
| 5  | MED | Izaguirre          |  |
| 6  | MED | Rodríguez          |  |
| 7  | DEL | San Bartolomé      |  |
| 8  | DEL | Iñarra             |  |
| 9  | DEL | Patricio Arabolaza |  |
| 10 | DEL | Retegui            |  |
| 11 | DEL | Ignacio Arabolaza  |  |

| 1  | POR | Cecilio Ibarreche      |  |
| 2  | DEF | Luis Hurtado           |  |
| 3  | DEF | Luis María Solaun      |  |
| 4  | MED | Esteban Eguía          |  |
| 5  | MED | José María Belauste I  |  |
| 6  | MED | Luis Iceta             |  |
| 7  | DEL | Ramón Belauste II      |  |
| 8  | DEL | Severino Zuazo         |  |
| 9  | DEL | Rafael Moreno Pichichi |  |
| 10 | DEL | Cortadi                |  |
| 11 | DEL | Pinillos               |  |

| 1T' | Patricio Arabolaza | 1-0 |
| 1T' | Retegui            | 2-0 |

| 1T' | Rafael Moreno «Pichichi» | 2-1 |
| 2T' | Ramón «Belauste» II      | 2-2 |

| Árbitro | Rodríguez |
| Reporte |           |

El partido decisivo se jugó con respecto a lo acordado el 23 de marzo. La tónica general fue la misma de la jornada anterior con los dos equipos muy igualados, pero la lesión de Pinillos del cuadro bilbaíno obligó a jugar a su equipo toda la segunda parte con uno menos. En el minuto 70 un gol de Retegui le dio la ventaja definitiva a los de Irún para llevarse su primer título de Campeón de España.
| 1  | POR | Ayestarán          |  |
| 2  | DEF | Manuel Carrasco    |  |
| 3  | DEF | Arocena            |  |
| 4  | MED | Boada              |  |
| 5  | MED | Izaguirre          |  |
| 6  | MED | Echart             |  |
| 7  | DEL | San Bartolomé      |  |
| 8  | DEL | Iñarra             |  |
| 9  | DEL | Patricio Arabolaza |  |
| 10 | DEL | Retegui            |  |
| 11 | DEL | Ignacio Arabolaza  |  |

| 1  | POR | Cecilio Ibarreche      |  |
| 2  | DEF | Luis Hurtado           |  |
| 3  | DEF | Luis María Solaun      |  |
| 4  | MED | Esteban Eguía          |  |
| 5  | MED | José María Belauste I  |  |
| 6  | MED | Luis Iceta             |  |
| 7  | DEL | Aquilino Gómez-Acedo   |  |
| 8  | DEL | Severino Zuazo         |  |
| 9  | DEL | Rafael Moreno Pichichi |  |
| 10 | DEL | Cortadi                |  |
| 11 | DEL | Pinillos               |  |

| 70' | Retegui | 1-0 |

| Árbitro | Manuel Prast |
| Reporte |              |

| 1  | POR | Ayestarán          |  |
| 2  | DEF | Manuel Carrasco    |  |
| 3  | DEF | Arocena            |  |
| 4  | MED | Boada              |  |
| 5  | MED | Izaguirre          |  |
| 6  | MED | Echart             |  |
| 7  | DEL | San Bartolomé      |  |
| 8  | DEL | Iñarra             |  |
| 9  | DEL | Patricio Arabolaza |  |
| 10 | DEL | Retegui            |  |
| 11 | DEL | Ignacio Arabolaza  |  |

| 1  | POR | Cecilio Ibarreche      |  |
| 2  | DEF | Luis Hurtado           |  |
| 3  | DEF | Luis María Solaun      |  |
| 4  | MED | Esteban Eguía          |  |
| 5  | MED | José María Belauste I  |  |
| 6  | MED | Luis Iceta             |  |
| 7  | DEL | Aquilino Gómez-Acedo   |  |
| 8  | DEL | Severino Zuazo         |  |
| 9  | DEL | Rafael Moreno Pichichi |  |
| 10 | DEL | Cortadi                |  |
| 11 | DEL | Pinillos               |  |

| 70' | Retegui | 1-0 |

| Árbitro | Manuel Prast |
| Reporte |              |

|                        |
| Campeón RACING DE IRÚN |
| Primer título          |

## Torneo de la Real Unión Española de Clubs de Football

### Equipos participantes
La organización del campeonato al principio auguraba un gran éxito de participación contando con varios equipos de todo el país, pero conforme se iba acercando la fecha del comienzo de la competición (que se desarrolló en las mismas fechas que el torneo de la F.E.C.F.) las deserciones fueron muchas quedando la participación reducida a cuatro equipos: F. C. Barcelona, Real Sociedad de Fútbol, Irún Sporting Club y Sporting de Pontevedra. Además al ser dos equipos de la provincia de Guipúzcoa hubo que disputar una ronda previa a cuatro partidos para ver quién se desplazaría a Barcelona para enfrentarse a catalanes y gallegos. Después de haberse disputado la clasificatoria, la cual dominó claramente la Real Sociedad de San Sebastián, y al poco del comienzo de la fase final, el Sporting de Pontevedra decidió retirarse de la competición aduciendo tener varios jugadores indispuestos. Quedaron solamente F. C. Barcelona y Real Sociedad, y para disputar el torneo se decidió que la final se jugara a doble partido en el Campo de la calle Industria de la capital catalana.

### Ronda Previa
Jugada varios meses antes y en la provincia de Guipúzcoa esta ronda no formaba parte del torneo en sí, sino que sirvió para dilucidar cual de los dos representantes guipuzcoanos sería el que representara a la provincia en la fase final de la Copa. Disputados como torneo regional según fuentes del club realista, se disputaron dos liguillas entre ambos con partidos de ida y vuelta y un particular sistema de puntaje.
| Local         | Resultado | Visitante     |
| ------------- | --------- | ------------- |
| Real Sociedad | 9 - 0     | Irún S. C.    |
| Irún S. C.    | 1 - 1     | Real Sociedad |
| Irún S. C.    | 0 - 1     | Real Sociedad |
| Real Sociedad | 4 - 1     | Irún S. C.    |

### Final
Programada a doble partido, ambos debían de disputarse en Barcelona en el Estadio de la calle Industria donde jugaba sus partidos como local el F. C. Barcelona. Las fechas elegidas fueron el domingo 16 y el lunes 17 de marzo. El primer partido empezó bien para los visitantes aunque rápidamente el F. C. Barcelona le dio la vuelta al partido. A punto de la finalización del encuentro un gol del realista Artola dejó el marcador en su resultado final. Con este empate todo quedaba para el segundo encuentro creando una gran expectación aunque la asistencia fuera menor al ser un día laborable. El partido sin embargo no se correspondió con lo que se esperaba de él ya que terminó en un empate a 0. Ante esto y al no haber luz para disputar una prórroga se decidió entre los dos equipos que se disputara un partido de desempate. Como las fechas coincidían con la celebración de la Semana Santa no se pudo jugar hasta el siguiente domingo 23 de marzo.
| Final (Ida); 16 de marzo de 1913 | F. C. Barcelona            | 2 - 2   | Real Sociedad              | Campo de la Industria, Barcelona |                     |
|                                  | Forns 1T' · Apolinario 1T' | Reporte | Arrillaga 1T' · Artola 2T' | Árbitro(s): Angosto              | Árbitro(s): Angosto |

| Final (Vuelta); 17 de marzo de 1913 | F. C. Barcelona | 0 - 0   | Real Sociedad | Campo de la Industria, Barcelona |                     |
|                                     |                 | Reporte |               | Árbitro(s): Angosto              | Árbitro(s): Angosto |

El domingo 23 la gente invadió el recinto deportivo para presenciar el desempate. El partido comenzó con un conjunto blanquiazul lanzado al ataque, lo que dio sus frutos pues a los pocos minutos una mano dentro del área blaugrana fue sancionada con penalty, que fue transformado para el conjunto donostiarra por Rezola. A partir de ahí el F. C. Barcelona se lanzó al ataque poniendo un cerco a la portería de la Real Sociedad. Antes de la finalización del primer tiempo el asedio barcelonista se materializaría en dos goles en dos minutos que darían la vuelta al marcador. En la segunda parte el marcador no se movió a pesar de que el conjunto vasco lo intentaría repetidas veces; consiguiendo el F. C. Barcelona para sus vitrinas su tercer título de Campeón de España.
| 1  | POR | Luis Reñé            |     |
| 2  | DEF | José Irízar          |     |
| 3  | DEF | Manuel Amechazurra   |     |
| 4  | MED | Castejón             |     |
| 5  | MED | Alfredo Massana      |     |
| 6  | MED | Bori                 |     |
| 7  | DEL | Romà Forns           |     |
| 8  | DEL | Oller                | 1T' |
| 9  | DEL | Berdié               |     |
| 10 | DEL | Apolinario Rodríguez |     |
| 11 | DEL | Enrique Peris        |     |

| 1  | POR | Agustín Eizaguirre    |  |
| 2  | DEF | Eguía                 |  |
| 3  | DEF | Mariano Arrate        |  |
| 4  | MED | Arruti                |  |
| 5  | MED | Alberto Machimbarrena |  |
| 6  | MED | Eusebio Leturia       |  |
| 7  | DEL | Juan Artola           |  |
| 8  | DEL | Alfonso Sena          |  |
| 9  | DEL | Domingo Arrillaga     |  |
| 10 | DEL | Eugenio Rezola        |  |
| 11 | DEL | José Minondo          |  |

| 8 | DEL | Paulino Alcántara | 1T' |

| 1T' | Berdié               | 1-1 |
| 1T' | Apolinario Rodríguez | 2-1 |

| 1T' | Eugenio Rezola | 0:1 |

| Árbitro | Angosto |
| Reporte |         |

| 1  | POR | Luis Reñé            |     |
| 2  | DEF | José Irízar          |     |
| 3  | DEF | Manuel Amechazurra   |     |
| 4  | MED | Castejón             |     |
| 5  | MED | Alfredo Massana      |     |
| 6  | MED | Bori                 |     |
| 7  | DEL | Romà Forns           |     |
| 8  | DEL | Oller                | 1T' |
| 9  | DEL | Berdié               |     |
| 10 | DEL | Apolinario Rodríguez |     |
| 11 | DEL | Enrique Peris        |     |

| 1  | POR | Agustín Eizaguirre    |  |
| 2  | DEF | Eguía                 |  |
| 3  | DEF | Mariano Arrate        |  |
| 4  | MED | Arruti                |  |
| 5  | MED | Alberto Machimbarrena |  |
| 6  | MED | Eusebio Leturia       |  |
| 7  | DEL | Juan Artola           |  |
| 8  | DEL | Alfonso Sena          |  |
| 9  | DEL | Domingo Arrillaga     |  |
| 10 | DEL | Eugenio Rezola        |  |
| 11 | DEL | José Minondo          |  |

| 8 | DEL | Paulino Alcántara | 1T' |

| 1T' | Berdié               | 1-1 |
| 1T' | Apolinario Rodríguez | 2-1 |

| 1T' | Eugenio Rezola | 0:1 |

| Árbitro | Angosto |
| Reporte |         |

|                 |
| Campeón         |
| F. C. BARCELONA |
| Tercer título   |